# 荷澤神會
荷澤神會（668年—760年6月23日），俗姓高，敕謚真宗大師，湖北襄阳人，唐朝中期佛教高僧，六祖惠能五大弟子之一，被奉為中國禪宗（南宗）七祖，為荷澤宗的建立者。神會寂於洛陽荷澤寺，建塔於洛陽寶應寺。

## 生平
根據《宋高僧傳》，荷澤神會俗姓高。
神會在十四歲時，獨自參謁六祖，投身於六祖惠能門下，逐漸成名。
720年（開元八年），奉敕住南陽龍興寺，人稱南陽和尚。
武則天時代，六祖的師兄神秀，弘揚「漸悟」之說，受武則天賞識，其教法於華北大盛，號稱「北宗」。
732年（開元二十年），在滑台（今河南滑縣）進行「滑台之會」，與名僧崇遠進行辯論，確立「南宗」宗旨；並批判神秀北宗是「師承是傍，法門是漸」。745年（天寶四載），著《顯宗記》，提出「南頓北漸」的說法，以南能為頓宗，北秀為漸宗。
御史盧奕說神會「聚徒，疑萌不利」，最初貶到弋陽，後至武當，又移到荊州。安史之亂（755年—763年）時，郭子儀帶兵征討，迫需軍餉；右僕射裴冕建議，通令全國郡府收取香油錢（香水錢）以助軍需。神會不忍蒼生遭劫，為籌備軍費而四處奔走、聲援朝廷，將所獲供養金錢悉捐為軍餉之用。唐肅宗感念其功德，詔請神會入宮接受供養，並在荷澤寺內建立禪宇。
唐宗密《圆觉经大疏钞》卷三之下《神会七祖传》记载，在天宝四载（745年）兵部侍郎宋鼎从南阳迎请神会到洛阳荷泽寺。天宝十二载（752年），御史卢奕诬奏神会聚众阴谋作乱，神会被朝廷放逐到外地，经弋阳郡、武当郡、襄州，最后到荆州开元寺。之後過世。
貞元十二年（796年），唐德宗邀諸禪師，共推神會為禪宗第七祖「大鑒禪師」，並親撰《七祖贊》。後世又稱為「荷澤禪師」。著作大都散佚，只有《顯宗記》轉載在《全唐文》卷 916。

## 生卒年代
荷澤神會的生卒年代記載不詳。傳統記載有數種說法：
- 《圓覺經大疏》記載，神會死於758年6月23日（唐肅宗乾元元年五月十三日），年75。應生於684年（唐中宗嗣圣元年）。
- 《宋高僧傳》記載，神會死於760年（唐肅宗上元元年建午月十三日），年93歲。應出生於668年（唐高宗乾封3年）。
- 《景德傳燈錄》記載，神會死於760年（唐肅宗上元元年五月十三日），年75。應生於686年（唐睿宗垂拱2年）。

根據《宋高僧傳》記載神會死於「建午月十三日」。唐肅宗在762年5月19日過世，因此胡適主張神會應該在762年5月過世。因為762年是沒有年號的元年，762年5月才能被稱為「建午」。
呂澂在《中國佛學源流略講》中採用《宋高僧傳》的說法。根據王維所作碑銘，呂澂主張荷澤神會是在約40歲時才至惠能法師處參訪，成為其弟子。
印順法師在《中國禪宗史》中，根據胡適考證，將其過世年代定於762年。而出生年代，根據生年75的說法，考證為688年。至於神會成為惠能弟子的時間，印順法師支持《六祖壇經》的記載，主張是在701年，其14歲時。至於王維的碑銘，印順法師認為「中年」應為「沖年」之誤。
1983年12月，于洛阳龙门西北侧的唐代宝应寺遗址，出土了神会塔铭，塔銘的記載與《圓覺經大疏》一致。

## 神會塔銘
大唐东都荷泽寺殁故第七祖国师大德于龙门宝应寺龙岗腹建身塔铭并序

门人比丘慧空撰

粤自佛法东流，传乎达摩，达摩传可，可传璨，璨传道信，信传弘志，志传惠能，能传神会，宗承七叶，永播千秋。说般若之真乘，直指见性；谈如来之法印，唯了佛心。有皇唐兵部侍郎宋公讳鼎，迎请洛城广开法眼，树碑立影，道俗归心。宇宙苍生，无不迴向。遂行迈〇制之除，方有羯胡乱常，般若护持，传灯有属。享年七十有五，僧腊五十四夏。于乾元元年五月十叁日，荆府开元寺奄然坐化。其时也，异香满室，白鹤翔空。有庙堂李公嗣虢王巨，迎尊颜于龙门。别有施主功臣高辅成、赵令珍奏寺度僧，果乎先愿。和尚昔经行宴息，曾记此山，冥与理通，众望亦足。其势也，北邻天阙，南枕伊川。东望嵩山，遥窥观之指掌；西临华岳，隐龙岗之在中。择日吉祥，建乎身塔。可大可久，万古千秋。唯佛与佛，正法东流。宗承七叶，劫石长休。

永泰元年岁次乙巳十一月十五日壬申入塔

门人比丘法璘书

## 法嗣

### 師承
- 慧能

### 弟子
- 磁州法如

## 著作
- 《顯宗記》 [2]
- 《傳燈錄》
- 敦煌出土《大乘開心顯性頓悟真宗論》

## 評價
胡適發表《神會和尚遺集》，指出神會是「南宗的急先鋒，北宗的毀滅者，新禪學的建立者、《壇經》的作者」。胡適說：「一千多年中，幾乎沒有人知道神會在禪宗史上的地位，歷史上最不公平的事，莫有過於此事的了」。釋印順收集了胡適、關口真大、宇井伯壽、柳田聖山等人的說法，反駁「神會說」，後完成《中國禪宗史》一書。

## 外部連結
- 荷澤神會的心性思想 （页面存档备份，存于）